# Kráľová pri Senci
Kráľová pri Senci (allemand : Königsdorf bei Wartberg ) est un village de Slovaquie situé dans la région de Bratislava.

## Géographie
La commune est située à 25 km à l'est de Bratislava.
Kráľová pri Senci est traversé par la rivière Čierna voda.

## Histoire
Des fouilles archéologiques ont mis au jours des traces indiquant que le territoire du village était déjà habité durant la Préhistoire et l'époque de la Grande-Moravie.
La première mention écrite du village remonte cependant à 1355.
La localité fut annexée par la Hongrie après le premier arbitrage de Vienne le 2 novembre 1938. En 1938, on comptait 1064 habitants dont Elle faisait partie du district de Galanta, en hongrois Galántai járás. Le nom de la localité avant la Seconde Guerre mondiale était Kráľová. Durant la période 1938 -1945, le nom hongrois Királyfa était d'usage. À la libération, la commune a été réintégrée dans la Tchécoslovaquie reconstituée.
Le hameau de Krmeš était une commune autonome en 1938. Il comptait 431 habitants en 1938. Elle faisait partie du district de Galanta, en hongrois Galántai járás. Le nom de la localité avant la Seconde Guerre mondiale était Krmeš. Durant la période 1938 -1945, le nom hongrois Papkörmösd était d'usage.
Le village actuel est le résultat de la fusion entre le hameau de Krmeš et le hameau de Kráľová en 1945.

## Démographie

### Évolution de la population
| Année:               | 1994. | 2004.   | 2014.    | 2024.    |
| -------------------- | ----- | ------- | -------- | -------- |
| Nombre de personnes: | 1395  | 1426    | 1800     | 2308     |
| Différence:          |       | +2,22 % | +26,22 % | +28,22 % |

| Année:               | 2023. | 2024.   |
| -------------------- | ----- | ------- |
| Nombre de personnes: | 2321  | 2308    |
| Différence:          |       | -0,56 % |

## Culture locale et patrimoine

### Pont Art nouveau
Entre les deux anciens hameaux qui compose la commune actuelle se trouve un pont de style Art nouveau, érigé en 1904. Depuis 2002, ce pont se situe sur le tracé d'une piste cyclable.

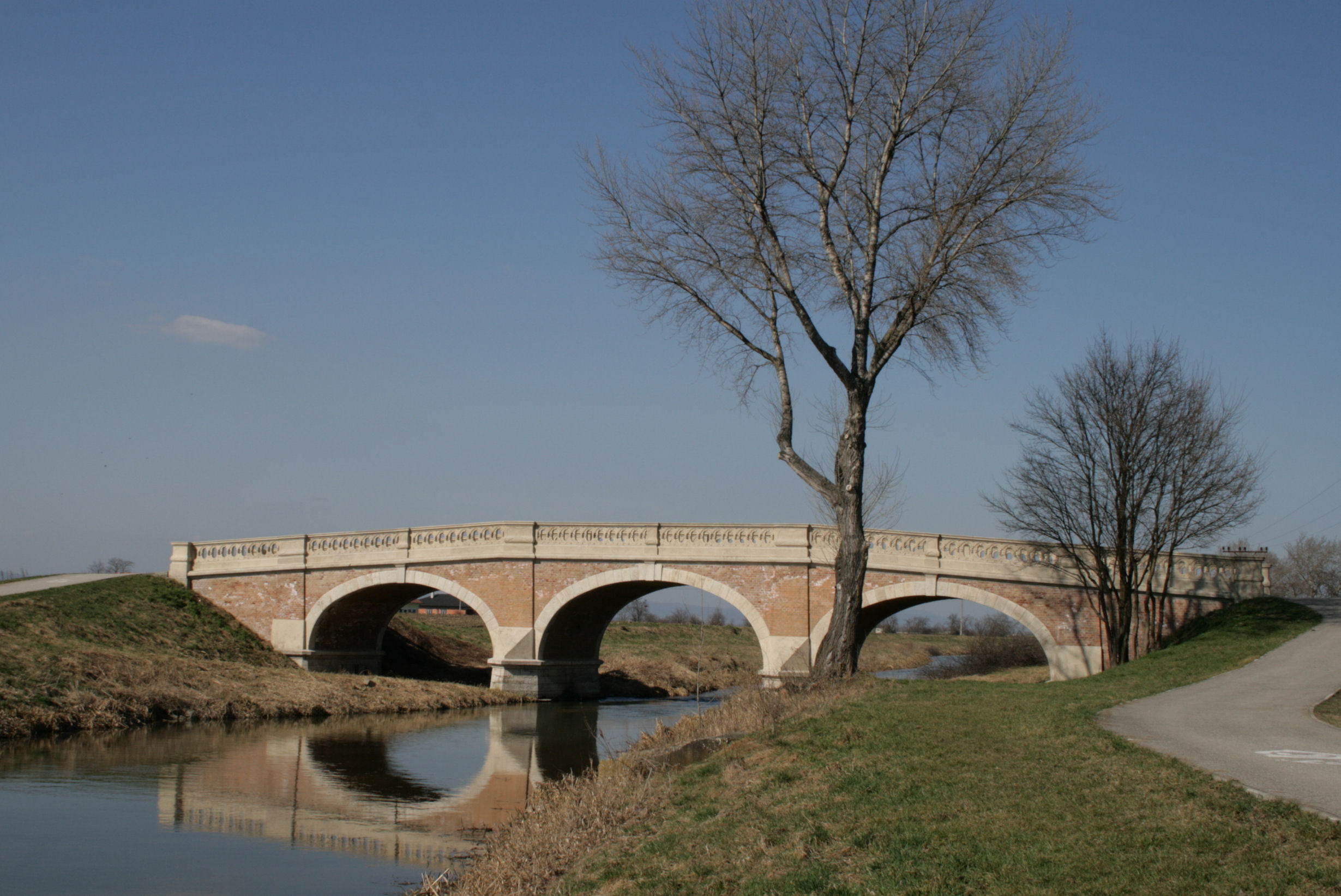
Pont Art nouveau de Kráľová pri Senci

### Musée de l'apiculture
Le village abrite un musée consacré à l'apiculture. Le Múzeum včelárstva na Slovensku (Musée de l'apiculture en Slovaquie) abrite plusieurs objets en rapport avec l'apiculture slovaque du XVIIe au XXe siècle. Le musée a notamment abrité les abeilles du film L'Abeille millénaire de Juraj Jakubisko,.
Le parc du musée comprend plusieurs espèces d'arbres mellifères.
Entre 1953 et 1959, le bâtiment de l'actuel musée servit de maison de retraite.

## Personnalités liées à la commune
- Svetloslav Veigl (1915-2010) : poète et prêtre slovaque. Il a vécu de 1975 à sa mort, dans la commune[6].
- Rudolf Mičieta (1909-1991) : expert de l'apiculture et historien de l'apiculture slovaque. Il est à l'initiative de la création du musée de l'apiculture de Kráľová pri Senci[6].